# Nicolas Svoronos
Nicolas G. Svoronos (en grec moderne : Νίκος Γ. Σβορώνος), né le 12 juillet 1911 à Leucade et mort le 26 avril 1989 à Athènes, est un historien grec.

## Décorations
- Chevalier de l'ordre des Palmes académiques (1972) au titre de « directeur d'études à l'école pratique des hautes études à Paris »[2]